# Cambarus rusticiformis
Cambarus rusticiformis är en kräftdjursart som beskrevs av Rhoades 1944. Cambarus rusticiformis ingår i släktet Cambarus och familjen Cambaridae. IUCN kategoriserar arten globalt som livskraftig. Inga underarter finns listade i Catalogue of Life.